# 刘烈人
刘烈人（1910年—1982年），男，四川安岳人，中华人民共和国政治人物，曾任江苏师范学院院长、党委书记，江苏省政协副主席。